# Huis Munsö
Het Huis van Munsö (Zweeds: Munsöätten), ook wel het Huis van Björn Järnsida (Zweeds: Björn Järnsidas ätt), het Huis van Uppsala (Zweeds: Uppsalaätten) of gewoon de Oude dynastie (Zweeds: Gamla kungaätten) genoemd, is de oudste betrouwbare getuigde koninklijke dynastie van Zweden, regerend tijdens de Vikingtijd. Geen van de namen die voor de dynastie worden voorgesteld, zijn algemeen aanvaard en de meeste zijn problematisch; de naam "Huis van Munsö" is afgeleid van een twijfelachtige en speculatieve theorie dat ze zouden hebben geregeerd vanaf het eiland Munsö en de naam "Huis van Björn Järnsida" is afgeleid van de vermeende stichter van de dynastie, Björn Järnsida, die vaak wordt gezien als een legendarische, in plaats van historische, figuur.
Een lange en uitgebreide reeks koningen van de Munsö-dynastie is te vinden in IJslandse sagen uit de 12e en 13e eeuw, maar de sagen worden over het algemeen als onbetrouwbaar beschouwd, waarbij de koningen die erin voorkomen als legendarische figuren worden gezien. De volgorde van koningen in de sagen wordt tegengesproken door meer hedendaagse Duitse bronnen, zoals de 9e-eeuwse geschriften van Rimbert en het 11e-eeuwse werk van Adam van Bremen.

## Etymologie en geschiedenis

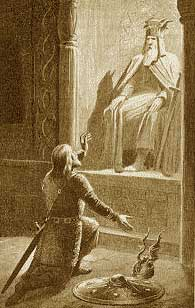
Eric de Overwinnaar bidt tot Odin voor de legendarische Slag bij Fýrisvellir, zoals voorgesteld door de 20e-eeuwse kunstenaar Jenny Nyström

Door een gebrek aan bewaarde bronnen is er weinig concrete informatie bekend over Zweedse koningen tijdens de Vikingtijd. Hoewel IJslandse sagen lange en uitgebreide koningslijsten bevatten, soms tegenstrijdige mengsels van mythen en poëzie, en gedichten, worden deze werken (inclusief teksten zoals Ynglinga-saga, Hervarar-saga, Ynglingatal en Langfeðgatal) door moderne geleerden niet als betrouwbare bronnen beschouwd. Kritiek is dat een meerderheid van hen werd geschreven in de 12e tot 13e eeuw, eeuwen nadat de koningen die ze beschreven zouden hebben geleefd; wat echte geschiedenis is en wat mythe en legende is, is onmogelijk te bepalen en alles wat erin staat, moet als zodanig worden beschouwd als legendarisch, zo niet fictief. De 12e en 13e eeuw was een tijd waarin de koninklijke macht werd geconsolideerd in Noorwegen, Denemarken en Zweden en als zodanig zijn koningslijsten mogelijk gemaakt vanuit politieke en sociale behoeften (dat wil zeggen om de heerschappij van een koninklijke dynastie te rechtvaardigen), in plaats van een verlangen om echte geschiedenis te vertellen. Veel van de legendarische koningen van Zweden zouden de Vikingtijd zijn voorafgegaan, maar historisch bewijs van vroege geopolitiek in Scandinavië suggereert dat grotere politieke structuren, koninkrijken zoals het middeleeuwse Zweden, Noorwegen en Denemarken, pas in de late Vikingtijd werden gevormd. Aangenomen wordt dat de centralisatie van de macht onder één monarch het gevolg was van, of op zijn minst verband hield met de uitbreiding van de Vikingen, waarbij kleine koningen hun macht vergrootten door agressieve militaire ondernemingen die zowel op vreemde landen (dat wil zeggen Viking-invallen) als tegen hun land waren gericht. 
In zijn 12e-eeuwse werk Gesta Danorum schreef de Deense schrijver Saxo Grammaticus dat de Zweedse koningen van de Vikingtijd deel uitmaakten van de dynastie van de Ynglings, een mogelijk volledig verzonnen lijn van oude Scandinavische koningen die vermoedelijk afstamden van Odin, maar dit komt niet overeen met de IJslandse sagen, die stellen dat de Ynglings in het midden van de 7e eeuw uit Zweden werden verdreven en vervangen door andere dynastieën. Er is geen bewaard gebleven hedendaagse naam voor de Vikingtijd-dynastie, en er bestaat geen algemeen aanvaarde naam voor hen in de moderne geschiedschrijving. De naam "Huis van Munsö" (Zweeds: Munsöätten) is afgeleid van een twijfelachtige en speculatieve theorie dat de koningen van de 9e eeuw hun koninklijke machtszetel van Uppsala (een belangrijk vroeg politiek centrum in Zweden) naar het eiland Munsö in het meer Mälaren. Het ondersteunende bewijs voor deze theorie; een grote grafheuvel op Munsö en een contemporain verslag van de Duitse missionaris Rimbert die de indruk wekt dat de Zweedse koning zijn zetel had in de buurt van de eilandnederzetting Birka, is vrij mager. Aangezien de naam "Huis van Munsö" aantoonbaar een standpunt inneemt ten gunste van deze theorie, wordt deze in de moderne Zweedse wetenschap vaak vermeden. De naam "Huis van Uppsala" (Zweeds: Uppsalaätten) is afgeleid van het feit dat de IJslandse sagen vaak legendarische Zweedse heersers aanwijzen als koningen "in Uppsala", en is eveneens problematisch. De dynastie wordt daarom soms eenvoudigweg aangeduid als "de oude dynastie" (Zweeds: Gamla kungaätten), een meer neutrale aanduiding. De zelden gebruikte naam "Huis van Björn Ironside" (Zweeds: Björn Järnsidas ätt) komt van de dynastie die zogenaamd afstamt van de legendarische Viking Björn Ironside volgens de latere IJslandse sagen. De grote grafheuvel bij Munsö werd zonder bewijs toegeschreven aan Björn Ironside door 18e-eeuwse historici, een identificatie die tegenwoordig niet door historici wordt geaccepteerd.

## Koningen van de Munsö-dynastie
De lijn van koningen uit de Munsö-dynastie, gepresenteerd door de IJslandse sagen, wordt niet geaccepteerd door moderne historici, de legendarische koningen (inclusief de vermeende stichter van de dynastie, Björn Ironside) worden doorgaans niet erkend als echte historische figuren. De vier koningen van de dynastie waarvan het bestaan door meerdere bronnen wordt bevestigd, en die dus algemeen worden aanvaard als echte historische koningen van Zweden en als zodanig worden erkend door de moderne Zweedse monarchie, zijn Eric de Overwinnaar, Olof Skötkonung, Anund Jacob en Emund de Oude. Het antwoord op de vraag wie de eerste koning van Zweden was, hangt af van wat er met "Zweden" wordt bedoeld; de vroegste koning waarvan bekend is dat hij zowel Svealand als Götaland, de kerngebieden van het land, heeft geregeerd, was Olof Skötkonung, die ook als eerste op de meeste middeleeuwse Zweedse koningslijsten staat.

## Vertaling
- Dit artikel of een eerdere versie ervan is een (gedeeltelijke) vertaling van het artikel House of Munsö op de Engelstalige Wikipedia, dat onder de licentie Creative Commons Naamsvermelding/Gelijk delen valt. Zie de bewerkingsgeschiedenis aldaar.